# Righeira
Righeira est un groupe italien d'Italo disco, originaire de Turin, actif entre 1983 et 1992 puis entre 1999 et 2016. Il est surtout connu pour le tube Vamos a la playa sorti en 1983.

## Histoire

### Première période
Johnson Righeira et Michael Righeira se rencontrent au lycée Albert Einstein, dans le quartier de Barriera di Milano à Turin, et naissent artistiquement à la fin des années 1970. Dès leurs débuts, ils sont connus sous le nom de Michael e Johnson Righeira (nom de famille dérivé de Righi, avec l'ajout d'une terminaison typiquement portugaise), ayant décidé de se faire passer pour des frères dans le domaine artistique.
En 1980, Johnson enregistre leur premier single, Bianca Surf/Photoni (Meccano Records/Italian Records, réédité en 1981 par Vip/CGD), dont la production exécutive est assurée par Giulio Tedeschi et la production artistique par Oderso Rubini. Les Skiantos ont également joué sur le disque, et une reprise punk rock de la chanson Bianca Surf est enregistrée, chantée en duo par Johnson et Freak Antoni, qui n'est publiée qu'en 2006 sur le CD Ex Punk, Now Sold, qui rassemble le premier morceau enregistré par Johnson. Après le premier single, Righi réalise quelques nouveaux échantillons, avec la collaboration de Technospray/Monuments, dont la première version de Vamos a la playa et une reprise italienne d'une chanson de DAF, Der Mussolini, rebaptisée Balla Marinetti et interprétée par Rota, pour ses débuts de chanteur sous le pseudonyme d'Italo Monitor. 
Le duo connait un succès en Europe avec deux titres en espagnol, Vamos a la playa (1983) et No Tengo Dinero (1984). Le single L'estate sta finendo (1985) est premier en Italie mais n'eut qu'un succès modéré en Allemagne et dans d'autres pays. En 1986, Righeira participe au festival de Sanremo et se classe 15e avec Innamoratissimo. 
En 1990, un autre single dance sort, Ferragosto, qui reprend les titres du début, avec un son inhérent à la musique de l'époque. Après une pause de deux ans, le duo se réunit en 1992 pour la sortie de l'album Uno, Zero, Centomila, lancé par le titre aux sonorités house Vivo al 139, qui n'a pas le succès escompté. Après cette expérience, Righeira produit par La Bionda se sépare en 1992. Le 19 novembre 1993, Johnson est arrêté avec trente-sept autres personnes pour trafic de drogue. Il reste en prison pendant cinq mois, avant d'être acquitté à l'issue du procès.

### Seconde période
Le groupe se réunit en 1999. En 2001, Righeira sort un EP avec plusieurs reprises de leur classique Vamos a la playa et participe à quelques émissions télévisées de style revival, de C'era una volta il festival à La notte vola, un concours entre des personnalités de la musique des années 1980. Plus tard, ils apparaissent dans une sorte de caméo à la première personne dans la chanson Sole, mare de leurs concitoyens Statuto.
Ils se produisent ensuite principalement en Italie et sortent nouvel album Mondovisione, en 2007. Le duo se sépare une deuxième fois en 2016, tandis que Stefano Rota annonce qu'il va vivre à Thiene, dans la province de Vicence.

## Discographie
- 1983 : Righeira
- 1986 : Bambini Forever
- 1992 : Uno, Zero, Centomila
- 2007 : Mondovisione